# The Making of Me
The Making of Me was een attractie in Epcot in het Walt Disney World Resort in Florida, die werd geopend op 30 oktober 1989, enkele dagen na de opening van het Wonders of Life-paviljoen. De attractie betrof een vertoning van een animatiefilm over conceptie en geboorte. De attractie werd gelijktijdig met het paviljoen gesloten op 1 januari 2007. Hoe de attractie er nu bijligt is onbekend.

## Beschrijving
Bezoekers worden een theater binnengeleid, waarna een film te zien is, verteld door Martin Short.
De verteller vertelt een verhaal over hoe we worden geboren, door als voorbeeld zijn eigen ouders te nemen. Op een schoolfeest ontmoetten ze elkaar, trouwden, gingen op huwelijksreis en ze kregen hun allereerste baby. Daarna laat de film animaties zien over hoe de conceptie in zijn gang gaat tussen eicellen en spermacellen. Ook komt de ontwikkeling van de foetus in de baarmoeder aan bod.

## Film
De film werd geregisseerd en geschreven door Glenn Gordon Caron en kende de volgende rolverdeling:
| Acteur        | Personage             |
| ------------- | --------------------- |
| Casara Clark  | Martin Short als baby |
| Martin Short  | zichzelf              |
| Vincent Tumeo | Tom                   |

## Controversieel
Volgens de producenten was de film geen typische Disney-attractie. Ze gaven toe dat op sommige vlakken de film controversieel kon zijn op gebieden zoals abortus, maar zeiden daarbij wel dat het niet de intentie van de film was om een discussie op te roepen.
Omdat zaken omtrent de geboorte en conceptie bij families met kinderen vaak gevoelig liggen, plaatste het park naast de ingang van de attractie een waarschuwing, om ouders een afweging te laten maken of ze de attractie wel wilden gaan doen. Dat bord luidde als volgt:

Dear Guests,
"The Making of Me" explores the sensitive subjects of human reproduction and birth. This film contains spectacular images of fetal development, as well as live footage of the birth process.
We ask that you use discretion when deciding whether you or your family should view "The Making of Me".
Thank you

Geachte bezoeker,

"The Making of Me" toont de gevoelige onderwerpen met betrekking tot menselijke reproductie en geboorte. Deze film bevat spectaculaire afbeeldingen van foetale ontwikkeling maar ook van de geboorte zelf.
Wij vragen u om enige discretie wanneer u beslist of u en uw familie "The Making of Me" zouden willen bekijken.

Dankuwel.